# Remouillé

Remouillé este o comună în departamentul Loire-Atlantique, Franța. În 2009 avea o populație de 1,673 de locuitori.